# Nicéphore Soglo
Pour les articles homonymes, voir Soglo.
Nicéphore Dieudonné Soglo, né le 29 novembre 1934 à Badou (Togo), est un homme d'État béninois, président de la République du 4 avril 1991 au 4 avril 1996.

## Biographie

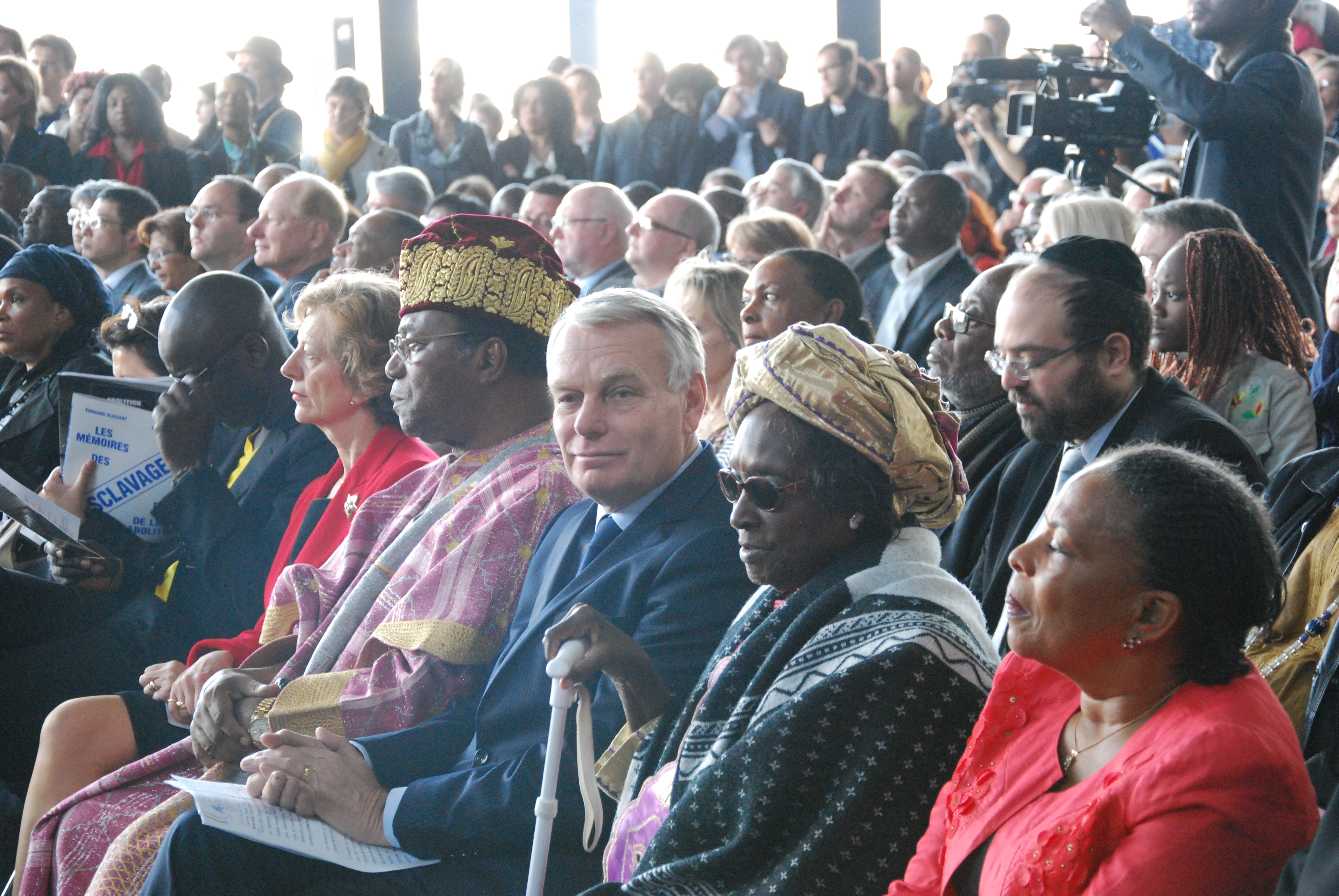
Nicéphore Soglo et sa femme, Jean-Marc Ayrault étant assis entre eux deux.

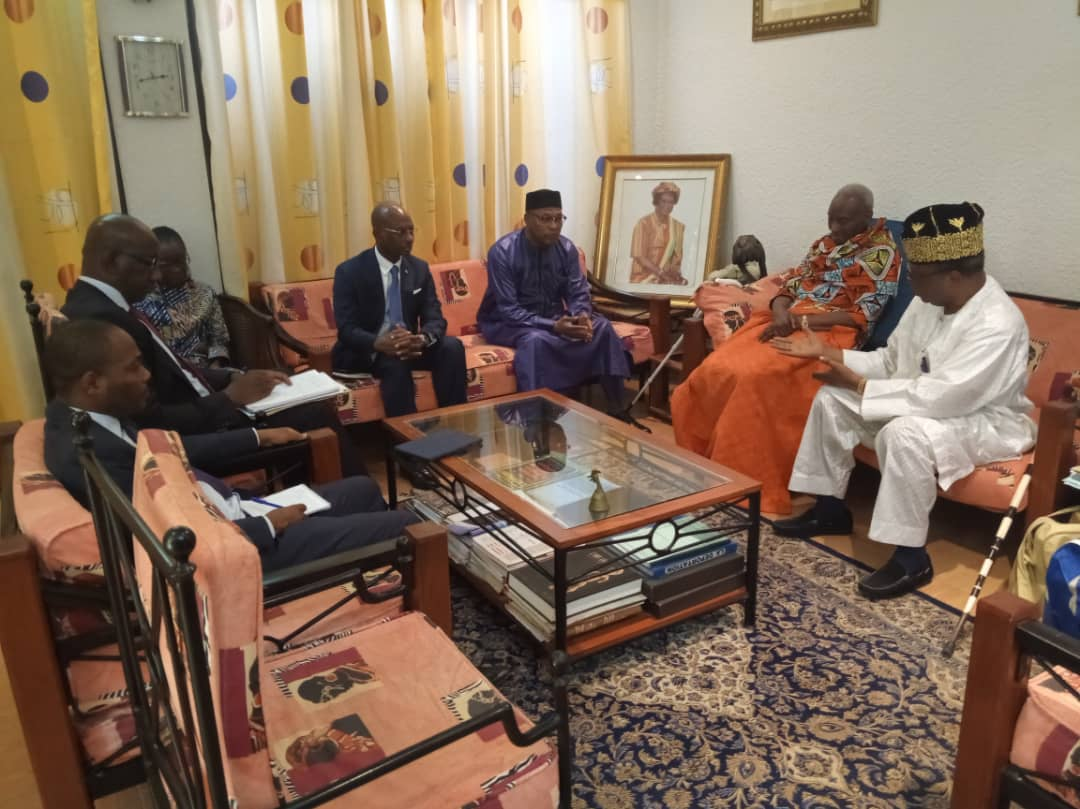
Lors des députations de 2019, Nicéphore Soglo et sa femme reçoivent une délégation de l'ONU pour désamorcer le conflit qu'ils ont avec le président Patrice Talon.

Après des études en sciences économiques à l’université de Paris et à l'ENA, Nicéphore Soglo rentre au Bénin (ex-Dahomey).
En février 1990, le président Mathieu Kérékou, faisant face à un mouvement populaire, suspend la Constitution de la république populaire du Bénin et met en place une Conférence nationale à Cotonou. Le 12 mars 1990, Nicéphore Soglo est nommé Premier ministre par le Haut Conseil pour la République (HCR).
Le 24 mars 1991, il est élu président de la République lors de la première élection multipartite depuis 1972. Il l’emporte face au président sortant Mathieu Kérékou, avec 67,73 % des voix. En 1992, sa femme Rosine Vieyra Soglo fonde le parti Renaissance du Bénin et en prend la présidence.
Il s'est marié à Rosine Vieyra le 3 juillet 1958, avec qui il a eu deux fils : Léhady (né le 18 décembre 1960) et Ganiou Soglo (né le 4 novembre 1961).
Lors de l’élection présidentielle des 3 mars et 18 mars 1996, il est battu par Mathieu Kérékou.
En décembre 2002, il est élu maire de la ville de Cotonou (capitale économique du pays) et réélu en 2008. En 2015, il est remplacé à ce poste par son fils (Léhady Soglo ).
Il est président d'honneur du parti Renaissance du Bénin.
En mai 2017, il est couronné « roi » de Badou, son village natal au Togo, qu'il n'avait pas visité depuis 30 ans.
En février 2025, Nicéphore Soglo est élevé à la dignité de grand-croix de l'ordre du Mérite du Togo pour sa « contribution exceptionnelle à l'unité et à la paix en Afrique ».